# Канськ (аеродром)
Канськ (рос. Канск-Дальний) — військовий аеродром у Красноярському краї, південніше міста Канськ.
У 2021 тут базувався 712-й гвардійський винищувальний авіаційний полк 21-ї змішаної авіаційної дивізії, оснащений літаками МіГ-31К.

## Історія
712-й гвардійський винищувальний авіаційний полк був утворений 27 червня 1938 року. Під час Другої світової війни полк заслужив почесне найменування Чернівецький. За героїзм, проявлений під час війни, йому присвоєно звання — Гвардійський. Також полк був нагороджений орденом Кутузова третього ступеня.
У 2009 році авіаполк був переформований в 6979-у авіаційну групу, а у 2016 відновлений під попередньою назвою.

## Катастрофи та інциденти
11 квітня 2008 в районі аеродрому Канськ при польоті МіГ-31 712-го авіаполку відбулася розгерметизація обох кабін та втрата відкидної частини ліхтаря першої кабіни. Екіпаж здійснив благополучну посадку на аеродромі. За виявлену мужність пілот та штурман — підполковники Володимир Приходько та Костянтин Козицький — були представлені до державних нагород.